# 巴士底日
巴士底日，又稱法国国庆日（法語：Fête nationale française），定於每年的7月14日，以纪念在1789年7月14日巴黎群众攻克了象征封建统治的巴士底狱，从而揭开法国大革命序幕。

## 历史
1789年7月14日，巴黎民眾與軍隊攻陷巴士底監獄釋放囚犯，揭開了法國大革命的序幕。到了1879年，為了紀念法蘭西第一共和國的建立，法國政府宣佈把7月14日定為國慶日。

## 事件
2016年巴士底日, 法国南部一港口城市尼斯遭遇恐怖袭击，造成包括袭击者在内的87人死亡，超过400余人受伤（参见 2016年尼斯袭击）。这是法国2015年11月巴黎襲擊事件后死伤最為惨重的事件。

## 國慶慶典
每年7月14日早上都會在巴黎舉行國慶閱兵儀式，所有參與閱兵的軍隊由凯旋门出發，途經香榭丽舍大道，抵達協和廣場，接受法国总统檢閱。法國政府每年都會邀請一名外國元首，以及該國軍隊參加國慶閱兵儀式。許多法國城市在夜間施放煙火。